# Burmerange
Burmerange (luxembourgeois : Biiermereng ou localement Boermereng, allemand : Bürmeringen) est une section de la commune luxembourgeoise de Schengen située dans le canton de Remich.

## Histoire

### L’ancienne commune
Burmerange était une commune jusqu’à sa fusion avec les communes de Wellenstein et Schengen le 1er janvier 2012 pour former la nouvelle commune de Schengen. Elle comprenait les sections de Burmerange (siège), Elvange et Emerange.

## Économie
La commune fait partie de la zone d'appellation du Crémant de Luxembourg.